# رام جوفيند تشاودري
رام جوفيند تشاودري هو سياسي هندي، ولد في 9 يوليو 1953 في بليا ‏ في الهند. نشط حزبياً في سماجوادي.